# Dromaeosaurus

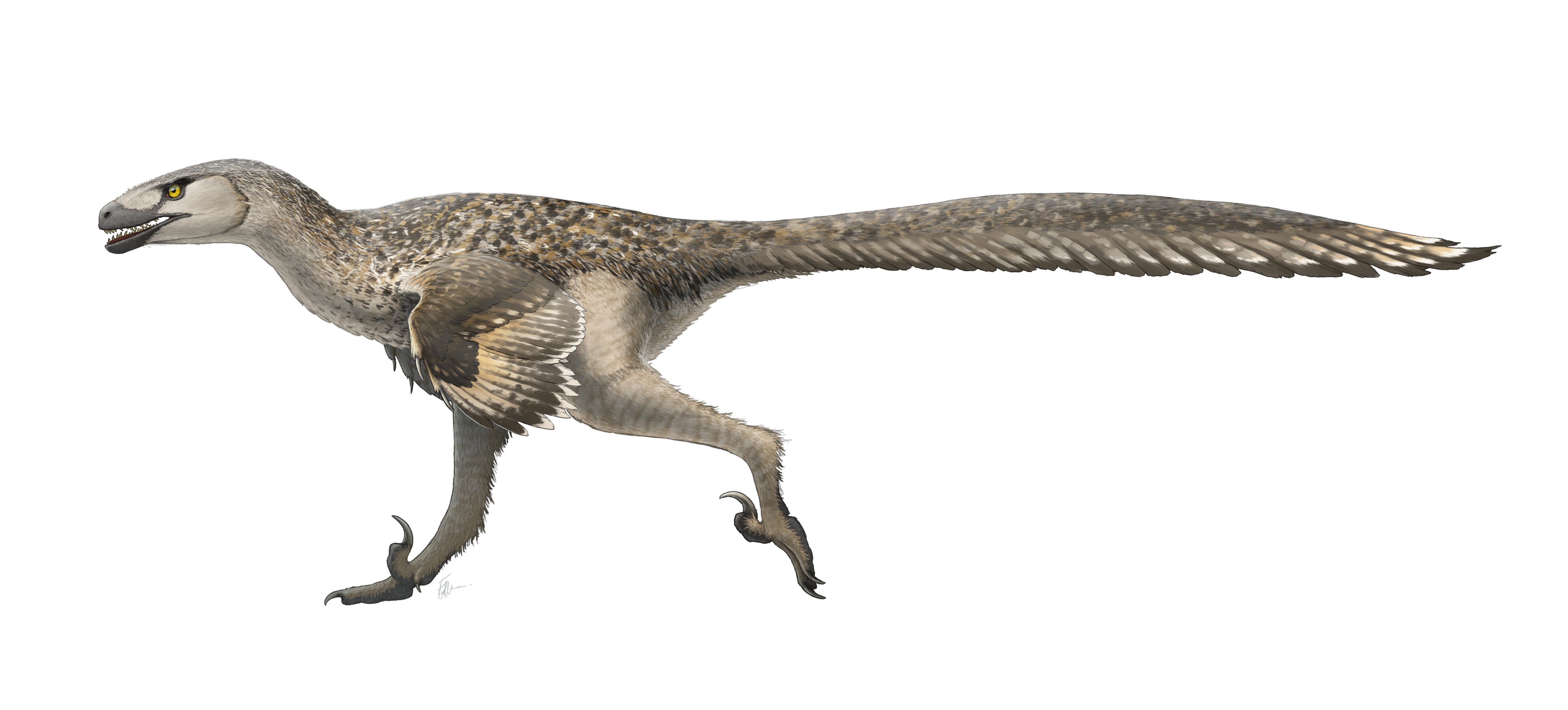
Representação artística de um dromeossauro.

Dromaeosaurus (Dromaeosaurus albertensis, do grego "lagarto corredor") foi uma espécie de dinossauro carnívoro bípede que viveu no fim do período Cretáceo. Media cerca de 2 metros de comprimento e pesava cerca de 25 quilogramas.
O dromeossauro viveu na América do Norte e foi descoberto em 1914 no Canadá. Só foram encontrados esqueletos incompletos mas o tamanho de seu crânio mostra que tinha um grande cérebro.